# Jonathan Faria
Jonathan de Faria da Costa (Taubaté, 3 de setembro de 1977) é um ator, apresentador, dublador e arte-educador brasileiro. Desde 2011 interpreta os personagens Osório, Minhoquias e Quelônio no programa infantil Quintal da Cultura.

## Biografia
Jonathan Faria dedica-se ao teatro desde 1995, atuando em grupos como a Cia. de Teatro Cadê Otelo? de Pindamonhangaba, grupo com o qual encenou pelo Brasil o espetáculo A Barca do Inferno, dirigida por Marcelo Denny.  Nos anos 2000, em conjunto com o projeto Projeto Literatura no Teatro, da produtora Cintia Abravanel, encenou as peças A Hora da Estrela, escrita por Clarice Lispector e dirigida por Naum Alves de Souza, e A Flauta Mágica, adaptada e dirigida por Roberto Lage. Também atuou em espetáculos como Urinal - O Musical, com direção de Zé Henrique de Paula, Chovendo na Roseira, dirigido por Fernanda Maia e Motorboy, com direção de Débora Dubois.  No cinema, atuou no longa-metragem Tapete Vermelho, de Luiz Alberto Pereira, protagonizado por Matheus Nachtergaele, filme em homenagem a Amácio Mazzaropi. 
Desde 2011 participa do programa Quintal da Cultura, dirigido por Bete Rodrigues para a TV Cultura. No programa interpreta o personagem Osório e dá vida aos bonecos Quelônio e Minhoquias. O programa recebeu o premio APCA em 2014 na categoria Melhor Programa Infantil e foi selecionado para representar o Brasil no Festival Prix Jeunesse Iberoamericano 2015. Em 2019, participou de outro programa infantil veiculado na TV Cultura, o CasaKadabra, dirigido por Leo Liberti, interpretando o personagem Kino. Em 2020, devido à Pandemia de COVID-19, apresenta o programa Quintal da Cultura por meio de transmissões on-line.